# Krups
Krups — німецька торгова марка, під якою виробляються домашні електричні прилади та машини.

## Історія
Компанія була заснована у 1846 році Робертом Крупом (Robert Krups). Компанія почала виробництво прецизійних ваг і головним чином промислових ваг у Вальді, нині район Золінген в землі Північний Рейн-Вестфалія. Це був основний продукт компанії протягом наступних 110 років.
У 1951 році, після післявоєнної реконструкції 1950-х років і економічного буму в Німеччині, Krups вийшла на прибуткову арену побутової техніки. Дуже популярна міксерна машина 3mix (нім. Drei-Mix) була випущена в 1959 році і незабаром стала невіддільною частиною майже кожного другого будинку в Західній Німеччині, за якою в 1961 році вийшла кавоварка ONKO, доступна як F468 до 2014 року. 1965 року компанія випустила свій перший слайсер, дуже популярний продукт в Німеччині, де ковбаса (вурст) і сир вживаються в якості основних харчових продуктів.
У 1979 році кавомолка Krups Type 223 Coffina Super використовувалася як реквізит у фільмі «Чужий» як частина космічного корабля «Ностромо», а також у фільмі «Назад в майбутнє» в ролі «містера злиття». 1983 року були випущені перші кавомашини Krups.
До 1990 року у фірмі працювало 3000 осіб на чотирьох німецьких заводах, а також на одному в Лімерику, Ірландія, з річним доходом в 541 мільйон марок. Кавоварки були найпопулярнішим продуктом, на їх частку припадало 40 відсотків продажів в Німеччині і 30 відсотків у Сполучених Штатах. У наступному році Krups створила спільне підприємство з Nestlé з виробництва кавомашини Nespresso.
У 1999 році ірландський завод Krups в Лімерику, на якому раніше працювало 800 осіб, закрився. Два роки по тому, після банкрутства, Krups приєднався до Groupe SEB, яка згодом переорієнтувала Krups на бренд преміум-класу і найняла дизайнера Костянтина Грчіча.